# Paulin de Trèves
Paulin de Trèves  (Paulinus), né vers 300 en Aquitaine et mort en 358 en Phrygie, est un saint de l'Église qui fut évêque de Trèves à partir de 347. Fête le 31 août.

## Biographie
Paulin appartient à une famille réputée de la noblesse aquitaine. Il est ordonné prêtre par saint Maximin et part évangéliser avec lui la région de Trèves, à l'époque Augusta Treverorum. Il succède à saint Maximin comme sixième évêque de Trèves en 347.

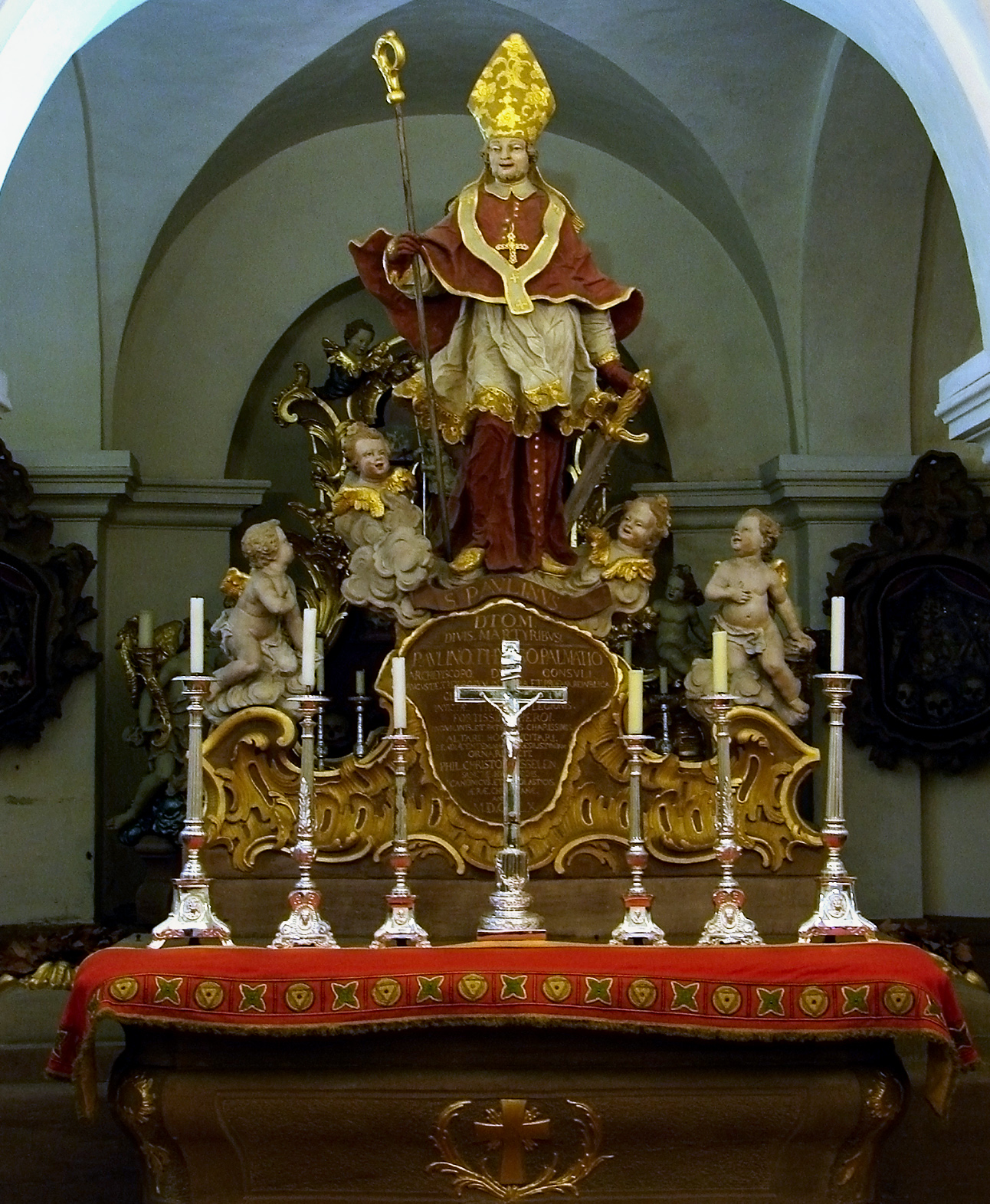
Autel de saint Paulin à la crypte de la basilique Saint-Paulin de Trèves.

Pendant les polémiques qui opposent Arius à saint Athanase d'Alexandrie à propos de la Sainte-Trinité, il se range du côté de l'archevêque d'Alexandrie qui avait demandé à son prédécesseur l'asile à Trèves. L'empereur Constance II convoque le concile d'Arles en 353, au cours duquel les ariens présentent des conclusions aux évêques réunis qui condamnent la position de saint Athanase avec l'appui de l'empereur. En même temps, l'empereur fait proclamer un édit qui menace d'ostracisme les évêques s'opposant à lui. Tous les évêques du concile souscrivent au projet de l'empereur, sauf Paulin qui est exilé en Phrygie. Encouragés par son attitude, d'autres évêques se rangent à son avis et refusent le concile de Milan de 355, convoqué également par Constance II pour condamner l'enseignement de saint Athanase.
Saint Paulin meurt en Phrygie de mauvais traitements, son corps est rapporté quelques années plus tard à Trèves, où il est enterré par l'évêque Félix de Trèves dans la crypte de l'église de la légion thébaine, devenue ensuite église Saint-Paulin. Son inhumation a lieu un 31 août, devenue jour de sa fête.
D'autres reliques sont transportées à l'église Saint-Paulin de Lauterbach, village appartenant aujourd'hui à la commune de Völklingen en Sarre.

## Source
- (de) Cet article est partiellement ou en totalité issu de l’article de Wikipédia en allemand intitulé « Paulinus von Trier » (voir la liste des auteurs).